# Courménil
Courménil település Franciaországban, Orne megyében. Lakosainak száma 121 fő (2018. január 1.). Courménil Ménil-Hubert-en-Exmes, Avernes-sous-Exmes, Croisilles, Exmes és Ginai községekkel határos.

## Népesség
A település népességének változása:
| Lakosok száma | 124  | 123  | 121  | 121  |
|               | 2013 | 2015 | 2017 | 2018 |